# Code Red (niemiecko-rosyjski zespół muzyczny)
Code Red – niemiecko-rosyjski zespół grający muzykę dance. Powstał w 2007 roku, debiutując singlem „Kanikuły” (przeróbka utworu z repertuaru zespołu Bum).

## Dyskografia
- Party Code (2008)

## Single
- 2007 – „Kanikuły”
- 2008 – „18”
- 2008 – „Shut up”
- 2008 – „Too Sexy”
- 2008 – „Hot Hot Hot”
- 2009 – „My Angel”
- 2009 – „Bang Bang”